# Bibliografie Umberta Eca
Bibliografie Umberta Eca je velmi rozsáhlá, navíc přehlednost komplikuje fakt, že některé originály jsou v anglickém jazyce, či že se některá anglická zásadně přepracovaná vydání považují za novou knihu.
Na rozdíl od hlavního článku jsou zde jmenovány i práce, které dosud nebyly přeloženy do češtiny, překlad titulu je pak uveden tučně v lomené závorce /Takto/. Zejména u nepřeložených knih se stává, že je k nim odkazováno pod českými různými jmény, bibliografie se snaží zaznamenat všechny známé.

## Beletrie
- Jméno růže (Il nome della rosa, 1980)
  - Jméno růže, Odeon, Praha 1985, přeložil Zdeněk Frýbort; doslov Jaroslav Kudrna
  - Jméno růže, Odeon, Praha 1988, přeložil Zdeněk Frýbort; doslov Jaroslav Kudrna
  - Jméno růže, Šimon & Šimon, Praha 1993, přeložil Zdeněk Frýbort
  - Jméno růže, Nakladatelství Josefa Šimona, Praha 1994, přeložil Zdeněk Frýbort; Ilustr. Vladimír Tesař
  - Jméno růže, Nakladatelství Josefa Šimona, Praha 1995, přeložil Zdeněk Frýbort
  - Jméno růže, Český klub, Praha 1999, přeložil Zdeněk Frýbort
  - Jméno růže, Český klub, Praha 2005, přeložil Zdeněk Frýbort
  - Jméno růže, Český klub, Praha 2007, přeložil Zdeněk Frýbort
  - Jméno růže, Český klub, Praha 2008, přeložil Zdeněk Frýbort
  - Jméno růže, Český klub, Praha 2009, přeložil Zdeněk Frýbort
  - Jméno růže, Český klub, Praha 2011, přeložil Zdeněk Frýbort
  - Jméno růže, Argo, Praha 2014, přeložil Zdeněk Frýbort
  - Jméno růže, Argo, Praha 2016, přeložil Zdeněk Frýbort
  - Jméno růže, Argo, Praha 2018, přeložil Zdeněk Frýbort
- Foucaultovo kyvadlo (Il pendolo di Foucault, 1988)
  - Foucaultovo kyvadlo, Odeon, Praha 1991, přeložil Zdeněk Frýbort
  - Foucaultovo kyvadlo, Český klub : Simon and Simon, Praha 1999, přeložil,poznámku a vysvětlivku napsal Zdeněk Frýbort
  - Foucaultovo kyvadlo, Český klub, Praha 2001, přeložil Zdeněk Frýbort
  - Foucaultovo kyvadlo, Český klub, Praha 2005, přeložil Zdeněk Frýbort
  - Foucaultovo kyvadlo, Český klub, Praha 2007, přeložil Zdeněk Frýbort
  - Foucaultovo kyvadlo, Český klub, Praha 2009, přeložil Zdeněk Frýbort
  - Foucaultovo kyvadlo, Argo, Praha 2015, přeložil Zdeněk Frýbort
- Ostrov včerejšího dne (L'isola del giorno prima, 1994), česky 1995
  - Ostrov včerejšího dne, Nakladatelství Josefa Šimona, Praha 1994, přeložil Zdeněk Frýbort
  - Ostrov včerejšího dne, Argo, Praha 2001, přeložil Zdeněk Frýbort
- Baudolino (Baudolino, 2000)
  - Baudolino, Argo, Praha 2001, přeložil Zdeněk Frýbort
- Tajemný plamen královny Loany (La misteriosa fiamma della regina Loana, 2004)
  - Tajemný plamen královny Loany, Argo, Praha 2005, přeložila Alice Flemrová
- Pražský hřbitov (Il cimitero di Praga, 2010)
  - Pražský hřbitov, Argo, Praha 2011, přeložil Jiří Pelán
- Nulté číslo (Numero zero, 2015)
  - Nulté číslo, Argo, Praha 2015, přeložila Anežka Charvátová. ISBN 978-80-257-1589-5.

## Nebeletristické texty
- Il problema estetico in San Tommaso (/Estetika Tomáše Akvinského/, 1956; The Aesthetics of Thomas Aquinas, rev. ang. vydání 1988)
- Umění a krása ve středověké estetice (Arte e bellezza nell' estetica medievale, 1959)
  - Umění a krása ve středověké estetice, Argo, Praha 1998, přeložil Zdeněk Frýbort
  - Umění a krása ve středověké estetice, Argo, Praha 2007, přeložil Zdeněk Frýbort
- Otevřené dílo (Opera aperta, 1962, rev. 1976)
  - Otevřené dílo, elektronické „samizdatové“ vydání (PDF) bez udání překladatele či informací o vydání z něhož byl překlad pořízen
  - Otevřené dílo: forma a neurčenost v současných poetikách. Překlad Zora Obstová. Vyd. 1. Praha: Argo, 2015. 295 s. ISBN 978-80-257-1158-3.
- Diario Minimo (/Minimální deník/, 1963)
- Skeptikové a těšitelé (Apocalittici e integrati, 1964)
  - Skeptikové a těšitelé, Svoboda, Praha 1995, přeložil Zdeněk Frýbort
  - Skeptikové a těšitelé, Argo, Praha 2006, přeložil Zdeněk Frýbort
- Le poetiche di Joyce (/Joycova poetika/, 1965)
- Il caso Bond (/Případ Bond/, spoluautor Oreste del Buono, 1965)
- Le struttura asente (/Nepřítomná struktura/, 1968) - později přepracováno do Teorie sémiotiky
- Il costume di casa (1973)
- Teorie sémiotiky (Theory of Semiotics, 1976) - někdy též zmiňováno pod doslovným překladem z italského překladu jako Traktát o obecné sémiologii či Pojednání o obecné sémiotice
  - Teorie sémiotiky = A theory of semiotics, JAMU, Brno 2004, přeložil, doslov napsal a poznámkami opatřil Marek Sedláček
  - Teorie sémiotiky, Argo, Praha 2009, přeložil Marek Sedláček
  - Teorie sémiotiky, Argo, Praha 2022, přeložil Marek Sedláček
- Il Superuomo di massa (1976)
- Dalla periferia dell'impero (1977)
- Lector in fabula: role čtenáře, aneb, interpretační kooperace v narativních textech (Lector in fabula 1979)
  - Lector in fabula: role čtenáře, aneb, Interpretační kooperace v narativních textech. Academia, Praha 2010, přeložil Zdeněk Frýbort
- Poznámky ke Jménu růže (Postille al nome della rosa, 1983)
  - in Světová literatura, 1986, č.2, Odeon, Praha 1986, přeložil Zdeněk Frýbort
- Sette anni di desiderio (/Sedm let přání/, 1983)
- Semiotica e filosofia del linguaggio (/Sémiotica a filozofie jazyka/, 1984)
- De Bibliotheca (/Z knihovny/, 1986)
- Meze interpretace (I limiti dell'interpretazione, 1990)
  - Meze interpretace, Karolinum, Praha 2004, z angličtiny (sic!) přeložil Ladislav Nagy
- Il secondo diario minimo (/Druhý minimální deník/, 1992)
- Hledání dokonalého jazyka v evropské kultuře (La ricerca della lingua perfetta nella cultura europea, 1993)
  - Hledání dokonalého jazyka v evropské kultuře, NLN - Nakladatelství Lidové noviny, Praha 2001, přeložila Zora Jandová
- Šest procházek literárními lesy (Six Walks in the Fictional Woods, 1994)
  - Šest procházek literárními lesy, Votobia, Olomouc 1997, přeložila Bronislava Grygová
- O zrcadlech a jiné eseje : znak, reprezentace, iluze, obraz (Sugli specchi e altri saggi, 1995)
  - O zrcadlech a jiné eseje : znak, reprezentace, iluze, obraz, Mladá fronta, Praha 2002, přeložili Vladimír Mikeš a Veronika Valentová
- Incontro - Encounter - Rencontre (1996, trojjazčně: italsky, anglicky, francouzsky)
- Cinque scritti morali (/Pět mravních pojednání/, 1997)
- Kant a ptakopysk (Kant e l'ornitorinco, 1997)
  - Kant a ptakopysk, Argo, Praha 2011, přeložil Pavel Štichauer
- Serendipities: Language and Lunacy (1998)
- Poznámky na krabičkách od sirek (La bustina di Minerva, 2000)
  - Poznámky na krabičkách od sirek, Argo, Praha 2008, přeložila Zora Obstová; poznámkami opatřili Stefano a Helena Giordanovi
- Dire quasi la stessa cosa. Esperinze di traduzione (/Říci téměř to samé. Zkušenosti s překladem/, 2003)
- O literatuře (Sulla letteratura, 2003)
  - O literatuře, Argo, Praha 2004, přeložila Alice Flemrová
- Dějiny krásy (Storia della Bellezza, 2004)
  - Dějiny krásy, Argo, Praha 2005, přeložila Gabriela Chalupská a kol.
  - Dějiny krásy, Argo, Praha 2015, přeložila Gabriela Chalupská a kol.
- Dějiny ošklivosti (Storia della Bruttezza, 2007)
  - Dějiny ošklivosti, Argo, Praha 2007, přeložila Iva Adámková a kol.
  - Dějiny ošklivosti, Argo, Praha 2015, přeložila Iva Adámková a kol.
- Od stromu k labyrintu : historické studie o znaku a interpretaci (Dall'albero al labirinto : studi storici sul segno e l'interpretazione, 2007)
  - Od stromu k labyrintu : historické studie o znaku a interpretaci, Argo, Praha 2012, přeložili Zora Obstová a kol.
- Bludiště seznamů (La Vertigine della Lista, 2009)
  - Bludiště seznamů, Argo, Praha 2009, přeložila Lenka Kováčová
- Non sperate di liberarvi dei libri (/Knih se jen tak nezbavíme/, spoluautor Jean-Claud Carrièr, 2009)
- Vytváření nepřítele a jiné příležitostné texty (Costruire il nemico e alti scritti occasionali, 2011)
  - Vytváření nepřítele a jiné příležitostné texty, Argo, Praha 2013, přeložily Kateřina Vinšová, Zora Jandová a Helena Lergetporer
- Dějiny legendárních zemí a míst (Storia delle terre e dei luoghi leggendari, 2013)
  - Dějiny legendárních zemí a míst, Argo, Praha 2013, přeložili Jindřich Vacek, Helena Lergetporer a Pavel Štichauer
- Pape Satan Aleppe: cronache di una societa liquida. Milan: La nave di Teseo, 2016. 
  - Od hlouposti k šílenství: zprávy o tekuté společnosti. Vydání první. Praha: Argo, 2016. 414 stran. ISBN 978-80-257-1933-6.
- Sulle spalle dei giganti, La nave di Teseo, Milano 2017, ISBN 978-88-934-4271-8.
  - Na ramenech obrů, Argo, Praha 2018, přeložili Magdalena Žáčková, Kateřina Vinšová a Helena Lergetporer. ISBN 978-80-257-2627-3.
- Sulla televisione. Scritti 1956-2015, La Nave di Teseo, Milano 2018, ISBN 978-88-934-4456-9.
  - O televizi : práce z let 1956-2015, Argo, Praha 2020, přeložili Zdeněk Frýbort, Helena Lergetporer, Vladimír Mikeš, Zora Obstová a Kateřina Vinšová. ISBN 978-80-257-3252-6.

### Neitalské výbory
- Mysl a smysl : Sémiotický pohled na svět, Moraviapress, Praha 2000, uspořádal Jiří Fiala
- Zpověď mladého romanopisce, Argo, Praha 2013, z angličtiny přeložil Petr Fantys
- Migrace a nesnášenlivost; Věčný fašismus, Argo, Praha 2021, z italštiny přeložili Helena Lergetporer a Jiří Pelán. ISBN 978-80-257-3379-0. Z italských originálů Il fascismo eterno (poprvé publikováno v rámci Cinque scritti morali) a Migrazioni e intolleranza. Bompiani, Milano, 2019.

### Příručky
- Jak napsat diplomovou práci (Come si fa una tesi di laurea, 1977)
  - Jak napsat diplomovou práci, Votobia, Olomouc 1997, přeložil a předmluvu napsal Ivan Seidl
- Jak cestovat s lososem, Argo, Praha, 2017, přeložila Helena Žáčková

### Publikace pro děti
- La bomba e il generale (/Bomba a generál/, 1966, přepracováno 1988)
- I tre cosmonauti (/Tři kosmonauti/, 1966)
- Gli gnomi di Gnu (/Gnómové ze Gnu/, 1992)
- Tre racconti, Fabbri, Milano 2004, ISBN 88-451-0300-5. Obsahuje tři výše uvedená díla.
  - Tři příběhy, Argo, Praha 2017, přeložila Magdalena Žáčková. ISBN 978-80-257-2233-6.